# Міністерство внутрішніх справ Боснії і Герцеговини
Міністерство внутрішніх справ Боснії і Герцеговини (босн. Ministarstvo unutrašnjih poslova Bosne i Hercegovine) — колишнє міністерство, що відповідало за роботу поліції Республіки Боснія і Герцеговина до і під час війни в цій державі.
Дейтонською угодою коло повноважень цього міністерства розділено і перекладено на відповідні відомства суб'єктів конфедерації та кантонів Федерації Боснії та Герцеговини.

## Реформа поліції
У Боснії та Герцеговині існує п'ятнадцять різних поліційних формувань, тому в цьому плані до 7 лютого 2005 року були спроби перетворити правоохоронні структури на менш складні, дієвіші та дешевші сили поліції. Спочатку план передбачав розпуск поліцій суб'єктів конфедерації, пізніше передбачаючи лише спільну контрольну структуру на державному рівні. Однією з цілей було покращення співробітництва через межі між автономними утвореннями країни. Залучення Європейської комісії розпочалося в червні 2004 року.